# Шелехівське озеро
Ше́лехівське — озеро в Україні, гідрологічна пам'ятка природи загальнодержавного значення (з 1975 р.). 

## Розташування
Розташоване в межах Лебединського району Сумської області, серед лісового масиву, на північ від села Межиріч, що на південний захід від міста Сум.

## Опис
Охороняється мальовниче озеро природно-антропогенного походження, що утворилося на дні широкої балки. Вода в озері прозора, чиста. Рослинний світ тут надзвичайно багатий. По берегах ростуть береза, верба, вільха, в лісі — дуби, а також груші, клени, акації та сосни. У підліску зростає папороть, ожина. З висоти пташиного лету озеро нагадує величезну розігнуту підкову із зеленою цяткою острівця посередині. 

## З історії
Озеро виникло близько 40 тис. років тому, коли струмок, який тік по дну балки від численних джерел, які там виходять, був перегороджений матеріалом, винесеним одним із бічних ярів. Так виникла загата, природна гребля, за якою утворилося озеро. Згодом, при будівництві млина, висоту природної греблі було нарощено, що викликало збільшення площі водного дзеркала озера. 
Північна сторона озера, де в ньому пробиваються лісові струмки, зветься Гузир. За невеликим ярком — давно заросла садиба поміщиків Селиховських. Садиба розташована біля самого озера, а за Гузирем, у лісі, біля джерелець, стояли хати селян-лісовиків — Коваленків, Кищиків, Смолових, Коницьких. Безліч джерел зливалися в невеликий потік, на якому колись були побудовані зазначені вище гребля і млин.

## Галерея

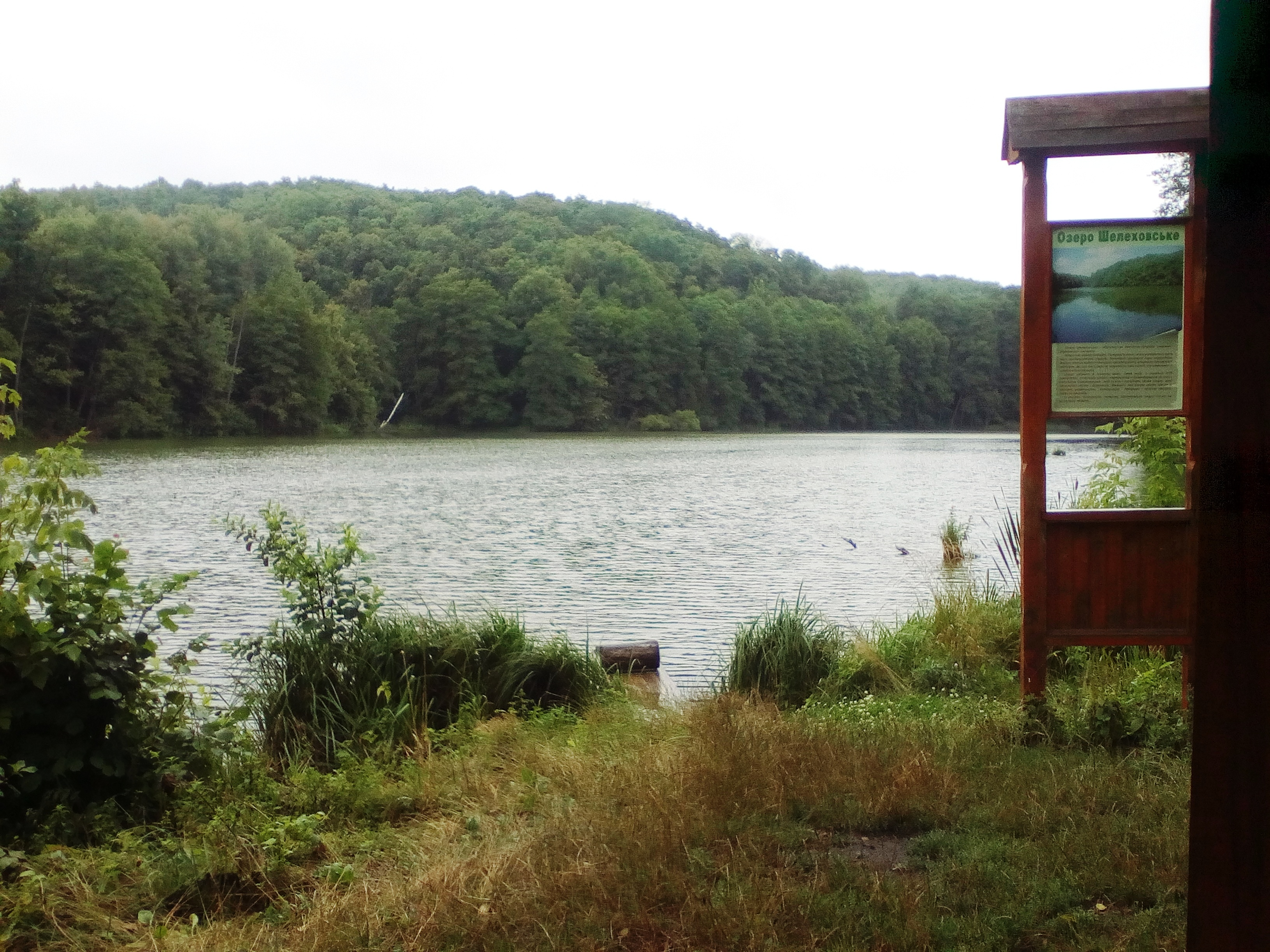
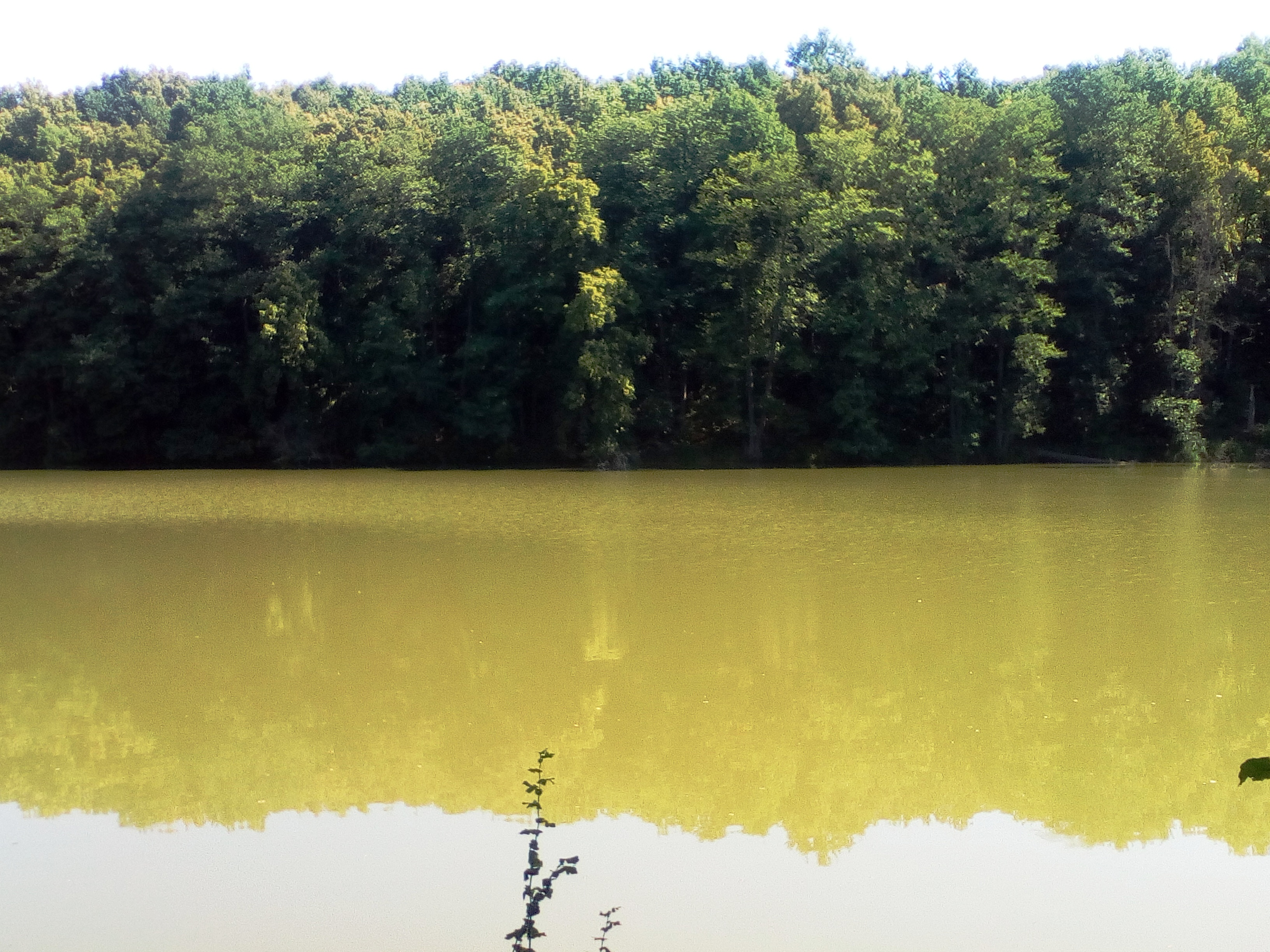
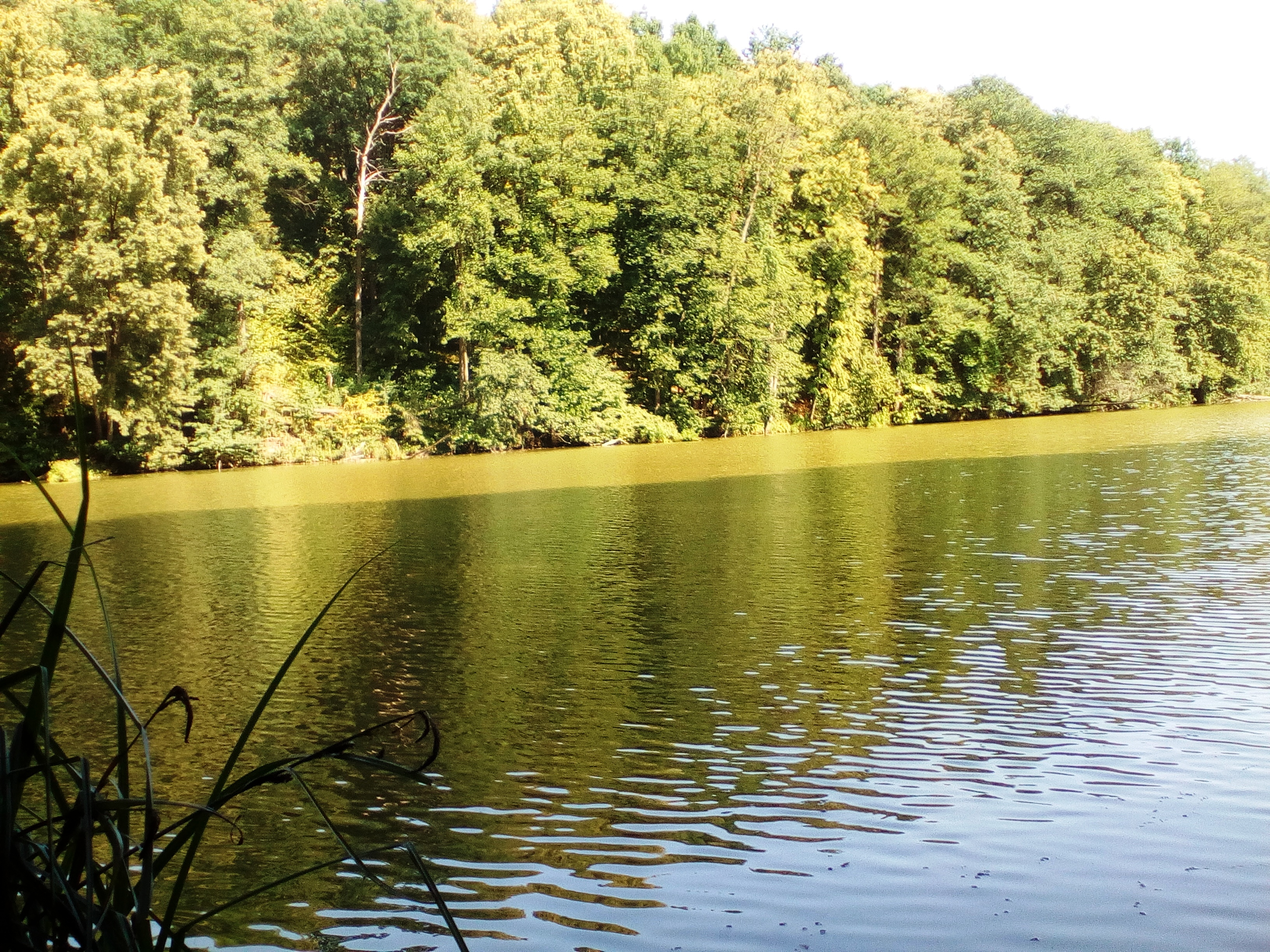
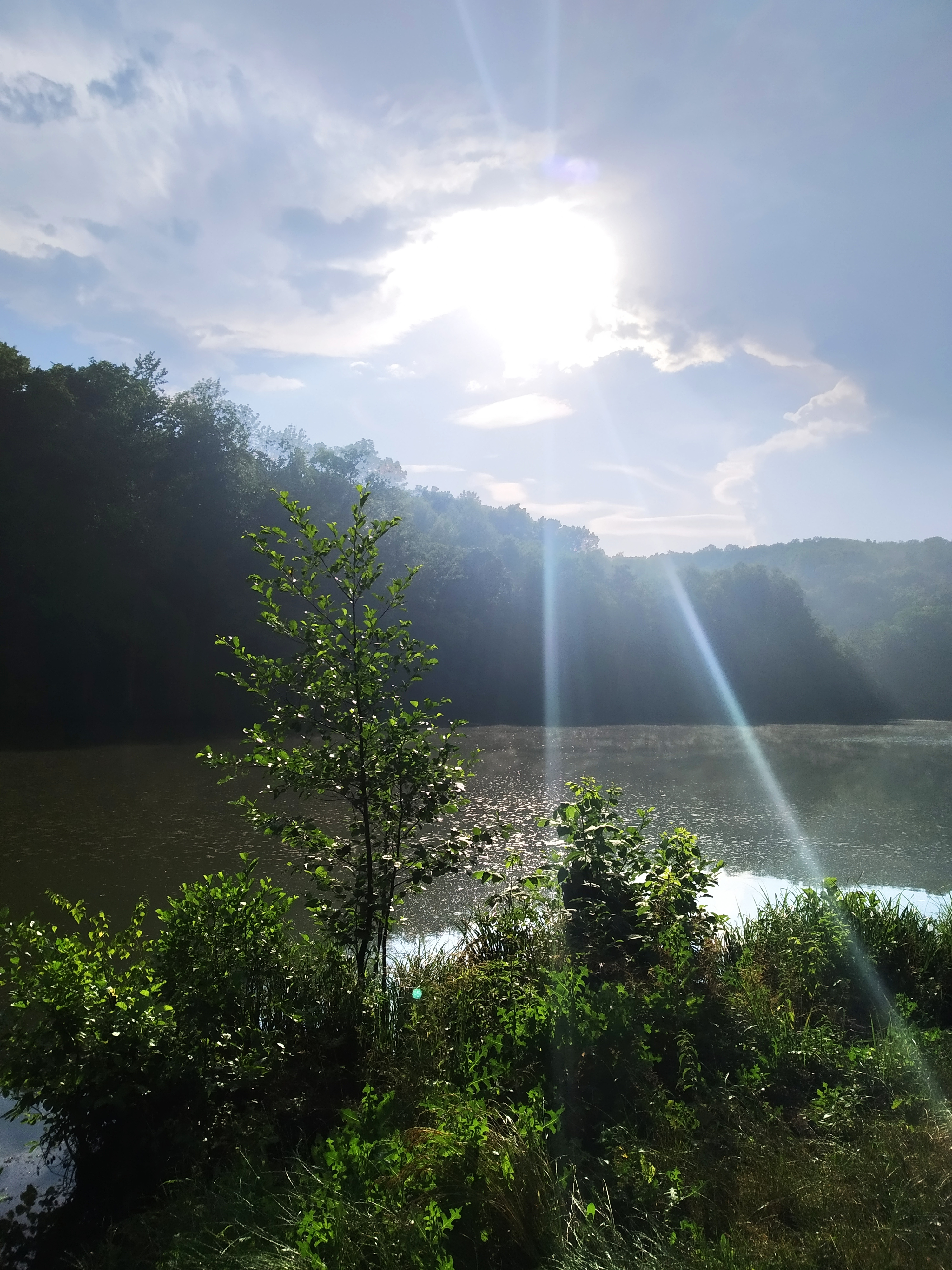